# Gabriel Esparza
Gabriel Esparza Pérez (ur. 31 marca 1973 w Pampelunie) – hiszpański zawodnik taekwondo, wicemistrz olimpijski z Sydney (2000), dwukrotny medalista mistrzostw świata, czterokrotny medalista mistrzostw Europy.
W 2000 roku wziął udział w igrzyskach olimpijskich w Sydney. Zdobył srebrny medal olimpijski w kategorii do 58 kg (w finałowym pojedynku uległ Michalisowi Murutsosowi). 
W 1991 roku zdobył brązowy, a w 1995 roku srebrny medal mistrzostw świata, w latach 1992–1998 cztery medale mistrzostw Europy (trzy złote i jeden srebrny), a w latach 1988 i 1990 brązowe medale mistrzostw Europy juniorów. W 1993 roku zwyciężył w World Games w Hadze w kategorii do 58 kg.